# Melanophthalma argentea
Melanophthalma argentea là một loài bọ cánh cứng trong họ Latridiidae. Loài này được Rucker miêu tả khoa học năm 1984.